# Cơ sở Kiến thức Microsoft
Cơ sở Kiến thức Microsoft (Microsoft Knowledge Base, MSKB) là một kho lưu trữ trang web chứa hơn 150.000 bài viết được Microsoft Corporation cung cấp công khai để hỗ trợ kỹ thuật. Nó chứa thông tin về nhiều vấn đề mà người dùng các sản phẩm của Microsoft gặp phải. Mỗi bài viết mang một số ID và các bài viết thường được gọi bằng ID Cơ sở Kiến thức (KB) của chúng. Tên bản cập nhật Microsoft Windows thường bắt đầu bằng các chữ cái "KB", liên quan đến bài viết cụ thể về vấn đề đó. Trước đây, chữ cái "Q" đã được sử dụng.
Kể từ năm 2020, Microsoft bắt đầu ngừng dịch vụ Cơ sở Kiến thức. Một số nội dung đã được di chuyển sang trang phụ learn.microsoft.com.
kbalertz.com là một trang web cung cấp thông báo qua email về các bài viết mới, mặc dù Microsoft cũng đã cung cấp một dịch vụ tương tự.